# Exocortis
Pospiviroid exocortiscitri, Citrus exocortis viroid
Espèce
L'exocortis est une maladie des végétaux qui affecte principalement les agrumes (Citrus spp.) et la tomate, elle est due à un viroïde, le Citrus exocortis viroid ou viroïde de l'exocortis des agrumes (CEVd) de la famille des Pospiviroidae (aussi nommé Citrus exocortis pospiviroid).
Cette maladie est largement présente dans la monde le plus souvent sous forme asymptomatique. Elle se manifeste chez Poncirus trifoliata (porte-greffe des agrumes en les sols lourds) par le rabougrissement de l'arbre (nanisme) et l'écaillement de l'écorce. Elle entraîne des pertes de rendement sensibles sans toutefois altérer la qualité des fruits, ces atteintes sont variables, elles vont de formes très sévères (lignée de viroïde virulent) à des symptômes faibles (lignée bénigne).

## Dénomination
Le terme « exocortis » a été créé en 1948 par Fawcett et Klotz pour décrire une maladie d'écaillement de l'écorce (exo = extérieur, cortis = écorce) chez Poncirus trifoliata. Benton et al. en 1949, 1950 et Bitters (1954) montrent la transmissibilité par les bourgeons. En 1967, T. O. Diener, A Hadidi et R. A. Owens donnent une méthode d'étude et d'identification des viroïdes dans Methods in virology. T. O. Diener (1971) décrit les viroïdes comme des ARN non codants et infectieux capables de se propager.
Il est nommé Pospiviroid exocortiscitri (CEVD00) dans la base EPPO. La maladie connue sous le nom d'exocortis aux États-Unis et de scaly butt en Australie.
Ne pas confondre CEVd et CEVD (virus de l'œdème de la carpe) qui est un Poxviridae.

## Physiologie
Les plantes hôtes sont chez les agrumes (CEVd-cit) le porte-greffe Poncirus trifoliata (L.) Raf.] sévèrement nanifiés dès leur plus jeune âge et les porte-greffes citrange. Certaines espèces d'agrume y sont particulièrement sensibles comme le cédratier 'Etrog', la Lime `Rangpur' et greffées sur Poncirus trifoliata, les orangers, les grapefruits, les citronniers.
Le viroïde est signalé sur tomate(CEVd-tom) où elle provoque une biogenèse défectueuse des ribosomes avec une maturation retardée, la pomme de terre, poivron, aubergine, carotte, fève, pois chiche, le colza, dans le sorgho, le cannabis, chez le figuier (2007) en Tunisie, la vigne en Italie, Grèce, France. La gamme d'hôtes naturels et expérimentaux est large et le plus souvent asymptomatiques: le chrysanthème, la marguerite, le physalis, le pétunia .
Il est présent presque partout (signalé absent à La Martinique où il est classé organismes nuisibles visés aux annexes I et II de l'arrêté du 24 mai 2006). D'abord observé en Amérique du Nord en Australie ou il est classé Pest, Prohibited - s12, en Europe et en Afrique du Nord; CEVd est attesté au Japon (infections mixtes avec le viroïde des feuilles courbées des agrumes (CBLVd), le HSVd et le viroïde IV des agrumes (CVd-IV)), en Chine, Inde, Indonésie, Corée du Sud, Malaisie, au Pakistan, Philippines, Taïwan, en Thaïlande et au Vietnam. Aux Philippines des isolats de 328 à 329 nt (fraction de nucléotides de viroïdes) sont signalé (1998), une sous population CVd-I-LSS (85 % d'identité avec le CBLVd) a été trouvé dans des agrumes japonais. Dès lors qu'elles sont faites les analyses RT-PCR à partir des symptômes visibles montrent des prévalences importantes de 47 % CVd-IV, 31 % CEVd et 22 % CVd-III (Centre national palestinien de recherche agricole - 2024, cette étude propose un arbre phylogénique des 3 viroïdes).

### L'agent pathogène: le CEVd

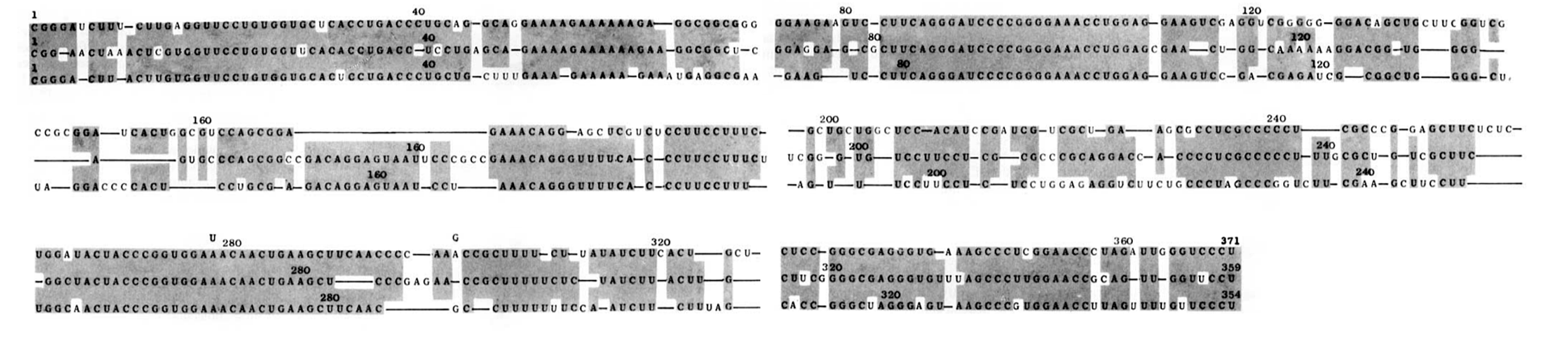
Séquençage de CEV, PSTV et CSV (lignes de haut en bas). Homologie maximale grisée. Homologie CEV-PSTV 73%, CSV-PSTV 73%, CEV-CSV 67%, CEV-CSV-PSTV 59% (Hans J. Gross et al. 1981)

Le CEV est le plus gros des viroïdes des agrumes, il est séquencé par Gross et al. et Visvader et al. (1982) pour l'isolat australien. Ses variantes apparentées de 371 à 375 nucléotides sont les plus étudiées. Il existe de nombreuses sous populations plus ou moins agressives. Les CEVd (371 et 375 nt, séquence de référence NC001464) a une structure en bâtonnet. 5 domaines sont distingués: la région terminale gauche (TL), la région pathogène (P), la région centrale (C), la région variable (V) et la région terminale droite (TR) [ 13 ]. Le CEVd virulent et le bénin ne diffèrent que 26 nt, les domaines P ou C interviennent dans la sévérité des symptômes.

### Symptômes

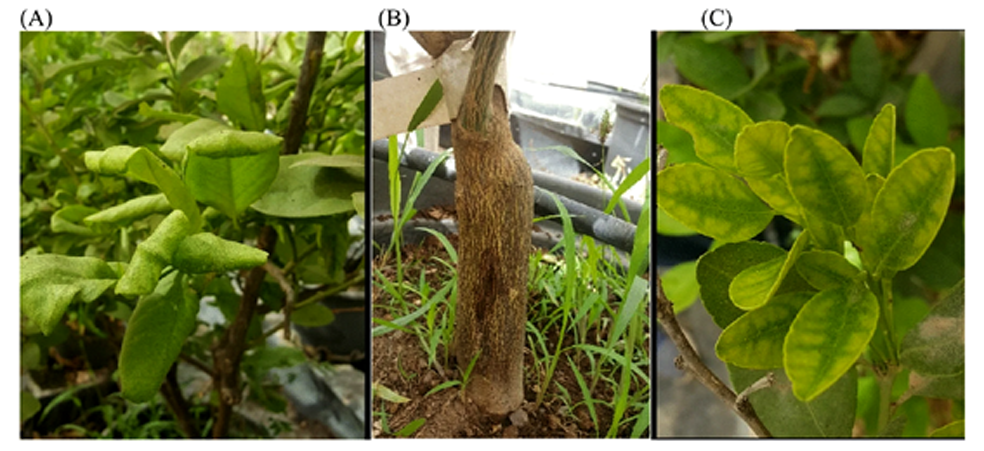
Symptômes d'exocortis: épinastie foliaire sur pomelo (A), chancres de l'écorce sur clémentine (B), décoloration des feuilles sur citronnier (C)

Les symptômes sont chez le cédratier: «nanisme, épinastie et enroulement des feuilles, craquelures de la face inférieure de la nervure médiane, épinastie des branches, craquelure et jaunissement de l'écorce. Les feuilles se dessèchent et les pousses terminales dépérissent». L’infection par le CEVd réduit des niveaux de transcription de la gibbérelline 20-oxydase, enzyme impliquée dans la croissance de la plante. L'INRA (2022) indique que l’expression des symptômes d'exocortis est favorisée par des températures élevées (32 à 40 °C).
Des symptômes typiques l'exocortis sur les porte-greffes d'agrumes ont été observé sans présence de CEVd, d'autres types de viroïdes d'agrumes co-infectant un agrume sensible peuvent provoquer des symptômes similaires à CEVd. La co-infection de CBLVd et CVd-V, ou la co-infection de CDVd et CVd-V entraîne des effets synergétiques chez le cédratier et aggrave les symptômes. Le viroïde du rabougrissement du houblon (HSVd, Hop stunt viroid) identifié sur des agrumes en Chine, en Inde, au Japon, à Taiwan provoque une desquamation de l’écorce, des fentes et un jaunissement des feuilles. Duran-Vila et al. (1986) indiquent que les agents transmissibles associés à l'exocortis peuvent inclure au moins 2 viroïdes (ARN-I et ARN-III) autres que le CEV, Schlemmer et al. (1985 ) avaient trouvé le viroïde variable du cédrat (CVaV).
Le Citrus dwarfing viroid (CDVd) est un autre viroïde proche qui provoque le nanisme dans les vergers d'agrumes à haute densité .

## Transmission
Le viroïde présent chez les agrumes sous forme asymptomatique est hautement transmissible, il n'affecte que les porte-greffes Poncirus trifoliata et les citranges. H. Chapot et J. Cassin (1961) écrivaient qu'il difficile de juger de l'importance de I'exocortis au Maroc du fait de la rareté du porte-greffe Poncirus t. A Salibe et S. Moreira mentionnent au Brésil un cas de transmission par semis de graine de l'oranger 'Baïaninha'. L'avis de l'EFSA mentionne l'absence de vecteur naturel connu.
La stratégie d'élimination est celle de tous les viroïdes, elle consiste à éliminer les plantes infectées et prendre les mesures prophylactiques visant à empêcher la propagation prioritairement par les outils de coupe.

### Méthodes de protection
En Europe il figure sur la liste des organismes réglementés non de quarantaine de l’Union («ORNQ»). L'EFSA a refusé (2008) l'inscription du CEVd sur la liste des organismes nuisibles de la Directive 2000, le groupe scientifique considère que «l'impact du CEVd est limité en raison de l'absence de vecteur naturel, ce qui limite le potentiel de dissémination ultérieure du viroïde». En 2022 le Royaume Unis (hors Irlande du Nord) le classe virus de quarantaine. Il est organisme de quarantaine au Togo.
Les programmes de certification et de contrôle du matériel végétal par élimination dans les arbres mères permettent de lutter efficacement contre les viroïdes. Le contrôle de routine des pieds mères se fait par indexage répété sur hôte symptomatique: P. trifoliata, limes et cédrats .

### Identification des plantes infectées
La recherche des viroïdes se fait par séquençage de nouvelle génération (NGS), technologie qui a contribué à une révolution dans la détection, ou par transcription inverse suivie d’une  réaction en chaîne par polymérase en temps réel (RT-PCR). Des contrôles réguliers sont recommandés, il peut être fait par indexage sur 'Etrog'. Il convient de replanter des plantes obtenues à partir de greffons sains et sur porte-greffes exempts de CEVd en les signalant.

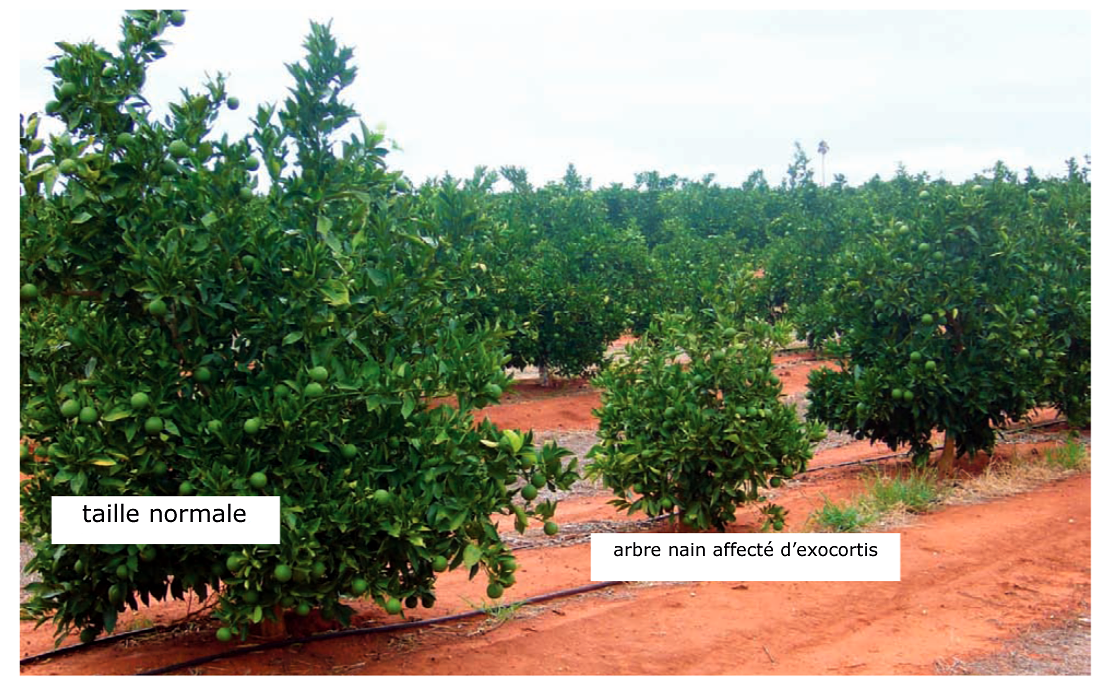
Nanisme sur un oranger de 4 ans greffé sur P. trifoliata en Australie

### Désinfection des outils de taille
Le CEV se transmettant mécaniquement par les couteaux et le matériel de coupe ou de taille contaminés, il faut veiller à stériliser le matériel avant de tailler ou de couper une plante. TUMI Genomics a publié une synthèse des publications sur la stérilisation des outils en vue de prévenir la transmission des viroïdes. Plusieurs pratiques courantes de désinfection sont inefficaces pour la décontamination des viroïdes, par exemple l'alcool qui au contraire peut augmenter la transmission de l'infection par les viroïdes (Matsuara et al., 2010), les traitements thermiques (flamme) de même. Parmi les 5 méthodes de désinfection efficientes des lames nettoyées on trouve 
- l'immersion pendant 1 min minimum dans une solution d'eau de Javel (5 à 25 %),
- de 10 à 60 sec dans une solution de minimum 2 % de Virkon S qui a l'avantage d'être stable[37](Rugang Li et al. - 2015 -  sur 27 plants de tomate - viroïde PSTVd)[38]. ,
- de 10 à 60 sec  dans une solution de 2 à 3 % de Menno Florase (9% d'acide benzoïque), ces deux derniers étant parmi les virusides les plus employés pour le traitement des cultures et des locaux (2009)[39].

### Résistances
L'assainissement par greffe d'apex est donné avec 100 % de réussite. La thermothérapie ne sert à rien dans la mesure où les viroïdes des agrumes sont extrêmement tolérants à la chaleur de même les ultraviolets.
En 1990 N. Duran-Vila et al. montrent que l'inoculation d'une souche bénigne CEV-129 protège temporairement contre la souche de type sévère chez le cédratier. Vernière et al. (2007) ont démontré l'existence de protection croisée du CBCVd contre le CEVd qui peut réduire considérablement les symptômes du CEVd sur les porte-greffes sensibles, l'antagonisme entre CEVd et le CVd-IV réduit les symptômes d'écaillage et de fissuration de l'écorce. La prémunition par souche bénigne n'est pas recommandée.
En Chine, des hybrides somatiques entre la mandarine rouge (C. reticulata) et P. trifoliata donnent des porte-greffes de type trifolié tolérant au CEV (Guo et al., 2002).